# Džemilić Planje (Teslić)
Džemilić Planje (szerbül: Џимилић Плање), lakatlan település Bosznia-Hercegovinában, a Szerb Köztársaságban, Teslić községben.

## Fekvése
A település Bosznia-Hercegovina középső részének északi szélén, Dobojtól légvonalban 19, közúton 21 km-re délnyugatra, községközpontjától légvonalban 4, közúton 14 km-re keletre, a Mahnjača-hegység területén található. Džemilić Planje településnek a Szerb Köztársaság területéhez csatolt lakatlan, keskeny, nyugati sávja.

## Népessége
| Nemzetiségi csoport | Népesség 1991 | Népesség 2013 |
| ------------------- | ------------- | ------------- |
| Szerb               | 29            | 0             |
| Bosnyák             | 1296          | 0             |
| Horvát              | 0             | 0             |
| Jugoszláv           | 1             | 0             |
| Egyéb               | 2             | 0             |
| Összesen            | 1328          | 0             |

## Története
Džemilić település 1878-ig tartozott az Oszmán Birodalomhoz, ekkor a berlini kongresszus határozata alapján az Osztrák-Magyar Monarchia része lett. 1879-ben az első osztrák-magyar népszámlálás során a Tešanji járáshoz és Miljanović községhez tartozó településnek 38 háztartása, 219 muszlim, 5 római katolikus és 4 ortodox lakosa volt. 1910-ben a Tešanji járáshoz tartozó településen 64 háztartást, 337 muszlim, és 17 ortodox lakost találtak.  monarchia szétesésével 1918-ban előbb a Szerb-Horvát-Szlovén Királyság, majd 1929-től a Jugoszláv Királyság része lett. 1921-ben a Tešanji járáshoz tartozó községnek 326 lakosa volt, melyből 316 muszlim és 10 ortodox szerb volt.Az 1929-es törvény értelmében, amikor Bosznia-Hercegovinát négy banovinára, Drinskára, Vrbaskára, Zetskára és Primorskára osztották, a település a Vrbaska banovina része lett, amelynek székhelye Banja Luka volt. 
Jugoszlávia megszállása után a Független Horvát Állam (NDH) része lett. A második világháború után 1992-ig a település a szocialista Jugoszlávia keretében a Bosznia-Hercegovinai Népköztársaság része volt. A daytoni egyezmény aláírása után a település nyugati sávja Teslić község részeként a Szerb Köztársaság területéhez került, míg a település zöme a Föderáció és Maglaj község terültén maradt.